# Zoungou-Pantrossi
Zoungou-Pantrossi è un arrondissement del Benin situato nella città di Gogounou con 7 845 abitanti (dato 2006).